# Major League Baseball 1956
L'All-Star Game si disputò il 10 luglio al Griffith Stadium di Washington e fu vinto dalla rappresentativa della National League per 7 a 3.
Le World Series 1956 si disputarono tra il 3 e il 10 ottobre e videro imporsi, per la diciassettesima volta nella loro storia, i New York Yankees per 4 partite a 3 sui Brooklyn Dodgers.

## Regular Season

### American League
| # | Squadra               | Vittorie | Sconfitte | Perc. | Diff. |
| - | --------------------- | -------- | --------- | ----- | ----- |
| 1 | New York Yankees      | 97       | 57        | .630  | -     |
| 2 | Cleveland Indians     | 88       | 66        | .571  | 9.0   |
| 3 | Chicago White Sox     | 85       | 69        | .552  | 12.0  |
| 4 | Boston Red Sox        | 84       | 70        | .545  | 13.0  |
| 5 | Detroit Tigers        | 82       | 72        | .532  | 15.0  |
| 6 | Baltimore Orioles     | 69       | 85        | .448  | 28.0  |
| 7 | Washington Senators   | 59       | 95        | .383  | 38.0  |
| 8 | Kansas City Athletics | 52       | 102       | .338  | 45.0  |

### National League
| # | Squadra               | Vittorie | Sconfitte | Perc. | Diff. |
| - | --------------------- | -------- | --------- | ----- | ----- |
| 1 | Brooklyn Dodgers      | 93       | 61        | .604  | -     |
| 2 | Milwaukee Braves      | 92       | 62        | .597  | 1.0   |
| 3 | Cincinnati Redlegs    | 91       | 63        | .591  | 2.0   |
| 4 | St. Louis Cardinals   | 76       | 78        | .494  | 17.0  |
| 5 | Philadelphia Phillies | 71       | 83        | .461  | 22.0  |
| 6 | New York Giants       | 67       | 87        | .435  | 26.0  |
| 7 | Pittsburgh Pirates    | 66       | 88        | .429  | 27.0  |
| 8 | Chicago Cubs          | 60       | 94        | .390  | 33.0  |

### Record Individuali

#### American League
| Stat. | Giocatore     | Squadra           | Totale |
| ----- | ------------- | ----------------- | ------ |
| AVG   | Mickey Mantle | New York Yankees  | .353   |
| HR    | Mickey Mantle | New York Yankees  | 52     |
| RBI   | Mickey Mantle | New York Yankees  | 130    |
| R     | Mickey Mantle | New York Yankees  | 132    |
| H     | Harvey Kuenn  | Detroit Tigers    | 196    |
| SB    | Luis Aparicio | Chicago White Sox | 21     |

| Stat. | Giocatore       | Squadra               | Totale |
| ----- | --------------- | --------------------- | ------ |
| W     | Frank Lary      | Detroit Tigers        | 21     |
| L     | Art Ditmar      | Kansas City Athletics | 22     |
| ERA   | Whitey Ford     | New York Yankees      | 2.47   |
| K     | Herb Score      | Cleveland Indians     | 263    |
| IP    | Frank Lary      | Detroit Tigers        | 294    |
| SV    | George Zuverink | Baltimore Orioles     | 16     |

- Mickey Mantle vincitore della Tripla Corona della battuta.

#### National League
| Stat. | Giocatore      | Squadra             | Totale |
| ----- | -------------- | ------------------- | ------ |
| AVG   | Hank Aaron     | Milwaukee Braves    | .328   |
| HR    | Duke Snider    | Brooklyn Dodgers    | 43     |
| RBI   | Stan Musial    | St. Louis Cardinals | 109    |
| R     | Frank Robinson | Cincinnati Redlegs  | 122    |
| H     | Hank Aaron     | Milwaukee Braves    | 200    |
| SB    | Willie Mays    | New York Giants     | 40     |

| Stat. | Giocatore               | Squadra                                  | Totale |
| ----- | ----------------------- | ---------------------------------------- | ------ |
| W     | Don Newcombe            | Brooklyn Dodgers                         | 27     |
| L     | Ron Kline Robin Roberts | Pittsburgh Pirates Philadelphia Phillies | 18     |
| ERA   | Lew Burdette            | Milwaukee Braves                         | 2.70   |
| K     | Sam Jones               | Chicago Cubs                             | 176    |
| IP    | Bob Friend              | Pittsburgh Pirates                       | 314⅓   |
| SV    | Clem Labine             | Brooklyn Dodgers                         | 19     |

## Post Season

### World Series
| Data                                  | Squadra di casa  | Squadra ospite   | Ris.   |
| ------------------------------------- | ---------------- | ---------------- | ------ |
| 03/10                                 | Brooklyn Dodgers | New York Yankees | 6 - 3  |
| 05/10                                 | Brooklyn Dodgers | New York Yankees | 13 - 8 |
| 06/10                                 | New York Yankees | Brooklyn Dodgers | 5 - 3  |
| 07/10                                 | New York Yankees | Brooklyn Dodgers | 6 - 2  |
| 08/10                                 | New York Yankees | Brooklyn Dodgers | 2 - 0  |
| 09/10                                 | Brooklyn Dodgers | New York Yankees | 1 - 0  |
| 10/10                                 | Brooklyn Dodgers | New York Yankees | 0 - 9  |
| New York Yankees vincono la serie 4-3 |                  |                  |        |

## Premi
- Miglior giocatore della Stagione

|    | Giocatore     | Squadra          |
| -- | ------------- | ---------------- |
| AL | Mickey Mantle | New York Yankees |
| NL | Don Newcombe  | Brooklyn Dodgers |

- Rookie dell'anno

|    | Giocatore      | Squadra            |
| -- | -------------- | ------------------ |
| AL | Luis Aparicio  | Chicago White Sox  |
| NL | Frank Robinson | Cincinnati Redlegs |

- Miglior giocatore delle World Series

| Giocatore  | Squadra          |
| ---------- | ---------------- |
| Don Larsen | New York Yankees |